# 旱溪

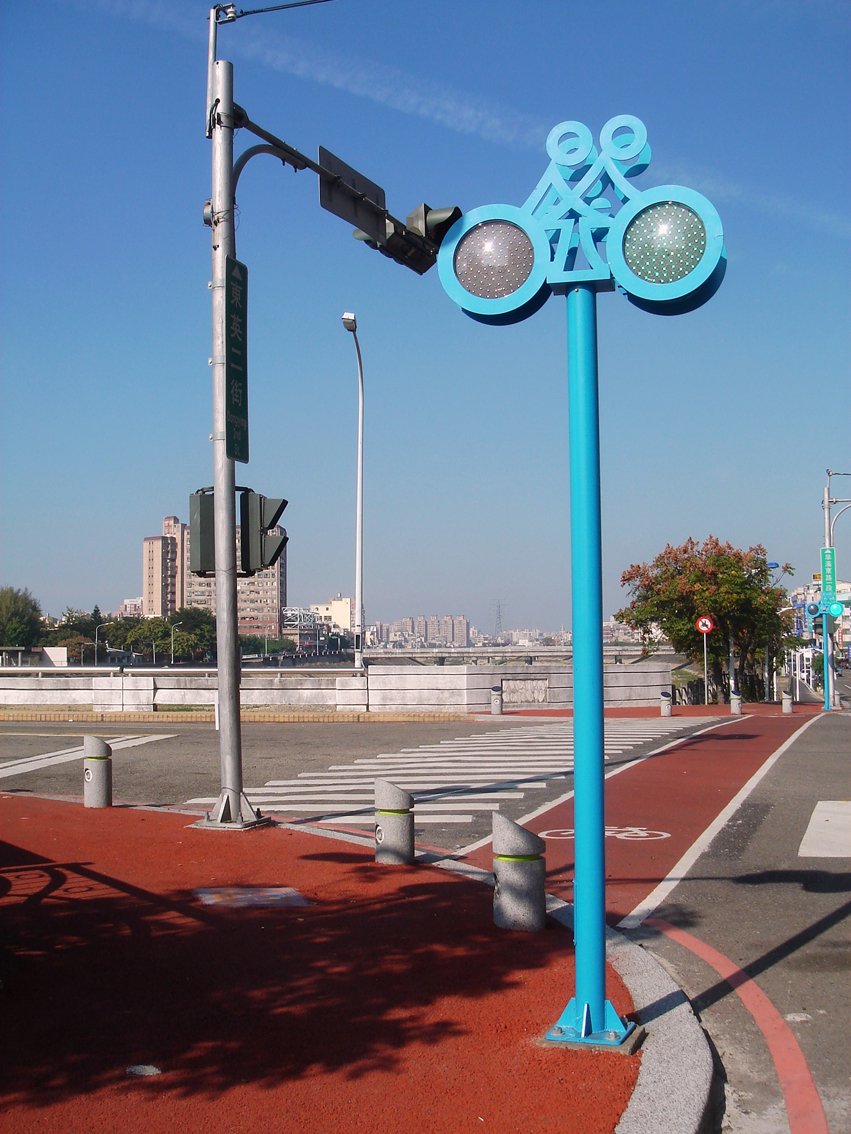
旱溪自行車道自行車專用交通號誌

旱溪是臺灣中部一條河川，屬於烏溪水系，為大里溪的支流，流域皆位於臺中市境內。旱溪之名乃因流量受雨水支配，在乾季時常呈乾涸狀態。旱溪也為地名，範圍在臺中市東區旱溪、泉源、樂成、祖聖、東門等五里，後因劃分東信里而為今六里。
旱溪源於豐原區東方的公老坪、觀音山、東尖山等山區，流經潭子區、北屯區、北區至東區。流經東區時經十甲里、旱溪里、樂成里，於東信里轉向東南注入大里溪。
旱溪原本於東區東信里持續西南流，並沿途納入綠川、柳川、土庫溪等支流後，於烏日區注入大里溪。因下游地區地勢低、水患多，政府遂於上述地點將旱溪人工改道，令其直接注入大里溪，下游舊河道則以引水閘門分流成為舊旱溪。

## 旱溪水系主要河川
- 旱溪：臺中市北區、東區、潭子區、豐原區、新社區
  - 二重溪：臺中市太平區、北屯區、潭子區
  - 烏牛欄溪：臺中市豐原區

## 生態
旱溪水質稍劣，曾受到工廠排放汙染過，尤其下游汙染十分嚴重，但尚有不少鯉魚、鯽魚、粗首鱲、小白鷺、中華鱉、花鯰生活其中，在一些時段常可看見一些外籍勞工在旱溪架網捕魚、捉鱉，但旱溪水質不佳，裡頭棲息的動物實在不宜食用。儘管如此，有部分河岸被當地民眾闢成田地，在上面種植水果蔬菜。

## 外部連結
- 大里溪生態導覽 大里溪水系各支流
- 旱溪地區報 （页面存档备份，存于）